# Meitantei Hōmuzu
Meitantei Hōmuzu (名探偵ホームズ) é uma série de televisão animada japonesa produzida em parceria pela RAI e Tokyo Movie Shinsha, e originalmente transmitida pela TV Asahi e Rai 1. É baseada nas histórias de Sherlock Holmes, de Arthur Conan Doyle, mas onde quase todos os personagens são representados como cachorros antropomórficos. Foi transmitida em Portugal no Canal Panda em 1995 dobrada em português sob o nome Sherlock Holmes.

## Premissa
Meitantei Hōmuzu reconta diversas histórias da mitologia clássica de Sherlock Holmes, porém no formato de contos de aventura em vez dos mistérios tradicionais, com o público alvo sendo principalmente crianças.

## Personagens
- Holmes (ホームズ, Hōmuzu), dublado por Taichirō Hirokawa,[3] um detetive com gênio brilhante e detentor de grandes conhecimentos em diferentes áreas. É representado como uma raposa-vermelha.

- Watson (ワトソン, Watoson), dublado por Kōsei Tomita,[3] um médico e o leal companheiro de Holmes, porém tem dificuldades de acompanhá-lo tanto mental quanto fisicamente. É presentado como um terrier escocês.

- Professor Moriarty (モリアーティ教授, Moriāti-kyōju), dublado por Chikao Ōtsuka,[3] o arqui-inimigo de Holmes, um grande intelectual e mestre inventor. É representado de forma semelhante a um lobo cinzento.

- Sra. Hudson (ハドソン夫人, Hadoson-fujin), dublada por Yōko Asagami,[3] uma jovem viúva e a senhoria de Holmes e Watson, também servindo como interesse romântico de muitos. É representada como uma golden retriever.

- Inspetor Lestrade (レストレード警部, Resutorēdo-keibu), dublado por Shōzō Iizuka,[3] o contato de Holmes na polícia e um oficial bem-intencionado, porém não muito atento. É representado como um buldogue.

- Smiley (スマイリー, Sumairī), dublado por Mitsuo Senda,[3] um dos capangas de Moriarty. É representado como um sabujo.

- Todd (トッド, Toddo), dublado por Hiroshi Masuoka,[3] um dos capangas de Moriarty. É representado como um pug.

## Episódios
| № | Título                                                                | Exibição                |
| --- | --------------------------------------------------------------------- | ----------------------- |
| 1 | "Kare ga Uwasa no Meitantei" "彼がうわさの名探偵"                     | 6 de novembro de 1984   |
| Holmes retorna para a Inglaterra, porém seu navio é atacado por piratas enquanto cruza o Canal da Mancha. Com a ajuda de Watson, Holmes tenta enfrentar os piratas e salvar os passageiros.                      |                                                                       |                         |
| 2 | "Aku no Tensai Moriāti-kyōju" "悪の天才モリアーティ教授"              | 13 de novembro de 1984  |
| Uma das coroas da rainha desaparece e o filho de um aristocrata é o principal suspeito. Holmes entra na investigação, porém não sabe que Moriarty está à espreita.                                               |                                                                       |                         |
| 3 | "Chīsana Māsa no Daijigen!?" "小さなマーサの大事件!?"                 | 20 de novembro de 1984  |
| Holmes suspeita que Moriarty está por trás do problema de notas falsas em Londres, porém não consegue encontrar pistas até uma menina lhe pedir ajuda para encontrar seu pai.                                    |                                                                       |                         |
| 4 | "Hadoson-fujin Hitojichi Jiken" "ミセス·ハドソン人質事件"             | 27 de novembro de 1984  |
| Moriaty acredita que encontrou uma fraqueza de Holmes: a sra. Hudson. Ele assim cria um plano para poder sequestrá-la, porém as coisas não seguem como previstas.                                                |                                                                       |                         |
| 5 | "Aoi Kōgyoku" "青い紅玉"                                              | 4 de dezembro de 1984   |
| Uma menina chamada Polly rouba um joia que Moriarty tinha acabado de roubar, com ele ficando determinado a recuperá-la. Ele sequestra Polly e Holmes e Watson precisam se esforçar para resgatá-la.              |                                                                       |                         |
| 6 | "Midori no Fūsen no Nazo o Toke!" "緑の風船の謎をとけ!"               | 11 de dezembro de 1984  |
| Um misterioso balão verde pousa no quintal de Holmes com uma mensagem para que ele ajude um prisioneiro. |                                                                       |                         |
| 7 | "Dai Tsuiseki! Chibikko Tantei-dan" "大追跡!ちびっこ探偵団"           | 18 de dezembro de 1984  |
| Moriaty consegue roubar uma enorme estátua de ouro, porém Holmes consegue persegui-lo. Holmes então precisa encontrar a estátua, escondida em umas docas, antes do retorno de Moriaty.                           |                                                                       |                         |
| 8 | "Mada ra no Himo" "まだらのひも"                                      | 8 de janeiro de 1985    |
| Uma menina retorna para a Inglaterra depois de anos morando nos Estados Unidos, porém descobre que seu tio está muito diferente do que ela se lembrava.                                                          |                                                                       |                         |
| 9 | "Kaitei no Zaihō" "海底の財宝"                                        | 15 de janeiro de 1985   |
| A Marinha Real Britânica pede que Holmes e Watson os ajudem a recuperar um submarino roubado por Moriarty. |                                                                       |                         |
| 10 | "Dōbā Kaikyō no dai Kūchū-sen!" "ドーバー海峡の大空中戦!"             | 22 de janeiro de 1985   |
| Alguém está sabotando o novo serviço postal de correio aéreo entre o Reino Unido e o resto da Europa, com Holmes, Watson e a sra. Hudson trabalhando para descobrirem a verdade.                                 |                                                                       |                         |
| 11 | "Nerawa Reta Kyodai Chokin-bako" "ねらわれた巨大貯金箱"               | 29 de janeiro de 1985   |
| Vinte moedas soberanas desapareceram misteriosamente de um cofre especialmente projetado, com Holmes e Watson recebendo um pedido para investigarem a situação.                                                  |                                                                       |                         |
| 12 | "Kyōju Arashi no dai Shippai!!" "教授 嵐の大失敗!!"                   | 5 de fevereiro de 1985  |
| Um grande carregamento de dinheiro está atravessando o país, porém, devido a sabotagem, a polícia é incapaz de proporcionar escolta, com Holmes sendo encarregado de garantir que a carga chegue em seu destino. |                                                                       |                         |
| 13 | "Kasha ga Kieta!? Kyōju no dai Majutsu" "貨車が消えた!? 教授の大魔術" | 12 de fevereiro de 1985 |
| Um vagão de carga no meio de um trem de passageiros desaparece e Holmes precisa descobrir o que ocorreu. |                                                                       |                         |
| 14 | "Chinmi!-San go no Robusutā" "珍味!さんごのロブスター"                | 19 de fevereiro de 1985 |
| Moriarty roubou uma coleção de diamantes e Holmes e Watson precisam encontrá-los. |                                                                       |                         |
| 15 | "Mita ka! Pikapika no dai Dorobō" "見たか!ピカピカの大どろぼう"       | 26 de fevereiro de 1985 |
| Um escultor desaparece na mesma noite que o ouro de um banco é roubado, com Moriarty tornando-se um suspeito assim que um esboço de uma estátua de ouro sua é encontrado na casa do escultor                     |                                                                       |                         |
| 16 | "Ma-jō! Hōmuzu Ikashika?" "魔城!ホームズ 生か死か?"                   | 5 de março de 1985      |
| Holmes e Watson são convidados para para a primeira exibição de uma espada especial em décadas, porém o cofre onde ela estava é partido em dois sem danificar a espada, com Holmes precisando descobrir como.    |                                                                       |                         |
| 17 | "Temuzugawa no Kaibutsu" "テムズ川の怪物"                             | 12 de março de 1985     |
| Um suposto monstro marinho está atacando barcos no rio Tâmisa e aparentemente devorando-os por completo, com Holmes sendo chamado para investigar.                                                               |                                                                       |                         |
| 18 | "Nesuko ni Chitta Doji Sakusen!" "ネスコに散ったドジ作戦!"            | 19 de março de 1985     |
| Holmes precisa encontrar três estudantes franceses que desapareceram em Londres, ao mesmo tempo que o inspetor Lestrade tenta descobrir o motivo de alguém estar roubando reproduções de obras de arte.          |                                                                       |                         |
| 19 | "Sōseki · Rondon Takogassen!" "漱石·ロンドン凧合戦!"                  | 26 de março de 1985     |
| A Pedra da Roseta literalmente voa para fora do Museu Britânico e Holmes começa a considerar se as reivindicações de diferentes países por sua posse tem alguma relação com o evento.                            |                                                                       |                         |
| 20 | "Hikōsen Shiro Ga ne-gō o oe!" "飛行船しろがね号を追え!"              | 2 de abril de 1985      |
| Moriarty consegue roubar um carregamento de ouro, porém a investigação de Lestrade está dificultando tirar o ouro de Londres. Holmes e Watson enquanto isso investigam um roubo em uma companhia de dirigíveis.  |                                                                       |                         |
| 21 | "Bunbun! Hae wa e Meka Sakusen" "ブンブン!はえはえメカ作戦"           | 9 de abril de 1985      |
| Um ladrão muito mais ardiloso que Moriarty surgiu recentemente em Londres e ele aparentemente está preparando-se para roubar a residência favorita da rainha.                                                    |                                                                       |                         |
| 22 | "Hachamecha Hikōki dai Rēsu!?" "ハチャメチャ飛行機大レース!?"         | 16 de abril de 1985     |
| Moriarty entra em uma corrida de aviões com a intenção de trapacear para poder terminar em primeiro, com a sra. Hudson, Watson e Holmes também entrando na corrida a fim de impedi-lo.                           |                                                                       |                         |
| 23 | "Chie Kurabe! Ōmu tai Kyōju" "知恵くらべ!オウム対教授"                | 23 de abril de 1985     |
| Moriarty toma medidas extremas para conseguir roubar um papagaio de um trem, com Holmes precisando descobrir o que há de tão especial nesse animal.                                                              |                                                                       |                         |
| 24 | "Kike! Moriāti Sanka" "聞け!モリアーティ讃歌"                         | 7 de maio de 1985       |
| O sino do Big Ben é misteriosamente roubado, porém burocratas tentam manter a investigação de Holmes sob total sigilo para que a dignidade da Inglaterra não seja manchada.                                      |                                                                       |                         |
| 25 | "Dai Konran! Ningyō Surikae Jiken" "大混乱!人形すりかえ事件"          | 14 de maio de 1985      |
| Moriarty rouba um diamante e o esconde em uma boneca, porém isso traz vários problemas. |                                                                       |                         |
| 26 | "Sayonara Hōmuzu! Saigo no Jiken" "さよならホームズ!最後の事件"       | 21 de maio de 1985      |
| Uma noiva desaparece momentos antes de seu casamento e Holmes é chamado para investigar. |                                                                       |                         |